# Daniil Dmitrijewitsch Dubow
Daniil Dmitrijewitsch Dubow (russisch Даниил Дмитриевич Дубов, wiss. Transliteration Daniil Dmitrievič Dubov, beim Weltschachbund FIDE Daniil Dubov; * 18. April 1996 in Moskau) ist ein russischer Schach-Großmeister.

## Leben
Dubow, dessen Großvater Eduard Dubow (1938–2018) internationaler Schachschiedsrichter, Meisterkandidat und Schachbuchautor war, erlernte das Schachspiel als Fünfjähriger. Nach den ersten Schritten in der Schachsektion des Moskauer Pionierpalastes arbeitete er bereits mit den Meistern und Großmeistern Igor Saizew, Juri Rasuwajew, Waleri Tschechow und Sergei Dolmatow zusammen. Anschließend wurde Sergei Schipow sein ständiger Trainer.
Dubow verzeichnete zahlreiche Siege im Jugendbereich: 2006 gewann er Bronze bei der Jugendeuropameisterschaft U10, 2008 wurde er Vize-Europameister U12 und schloss die russische Jugendmeisterschaft U16 auf dem zweiten Platz ab. 2009, als 13-Jähriger, gewann er in Kirischi das renommierte „World’s Youth Stars“-Turnier und holte mit der russischen U16-Jugendmannschaft Gold bei der Jugendolympiade.
Zum Internationalen Meister wurde er 2010, 2011 zum Großmeister ernannt.
Im Jahr 2012 hatte Dubow seine ersten herausragenden Ergebnisse im Erwachsenenschach: Bei der Moskauer Meisterschaft wurde er Zweiter, in der „Höchsten Liga“ (in Tjumen ausgetragen), dem Qualifikationsturnier zur Russischen Meisterschaft, teilte er Rang eins bis drei mit Dmitri Andreikin und Nikita Witjugow und nahm daraufhin im selben Jahr in Moskau an seiner ersten Landesmeisterschaft teil, bei der er auf ausgezeichnete 4/9 Punkte kam. 2013 qualifizierte er sich bei der Europameisterschaft in Legnica (7,5/11) zum Schach-Weltpokal 2013 in Tromsø. In diesem nach dem K.-o.-System ausgetragenen Turnier schlug er in der zweiten Runde den Ex-Weltmeister der FIDE Ruslan Ponomarjow 5:4, ehe er in der dritten Runde Anton Korobow mit 1,5:2,5 unterlag.

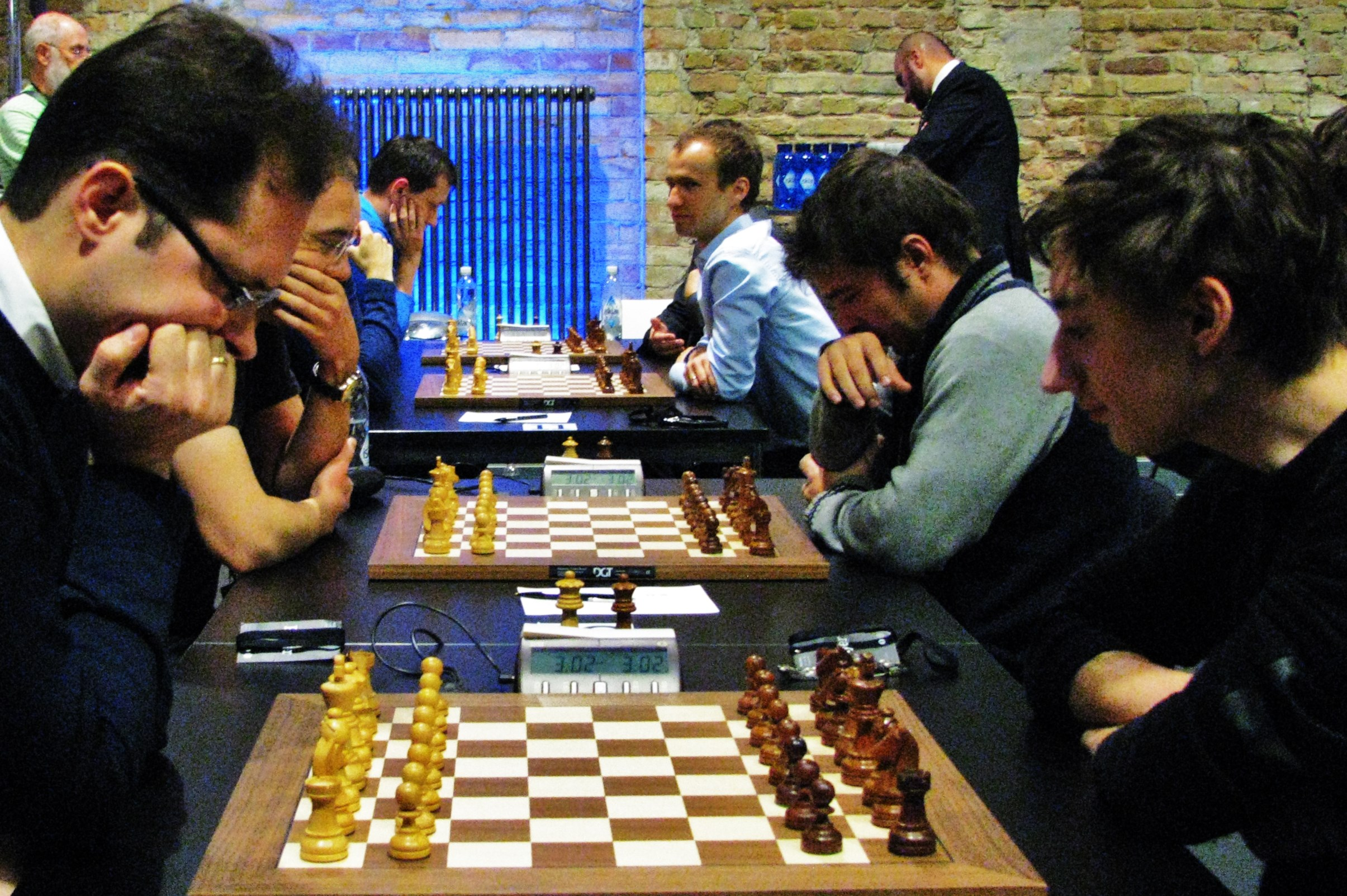
In der Partie gegen Péter Lékó (li.) bei der Blitzschach-WM 2015 in Berlin

Im Jahr 2015 wurde er mit 7/9 nach Wertung Zweiter beim Aeroflot Open in Moskau (Jan Nepomnjaschtschi gewann). Anschließend teilte er in der „Höchsten Liga“ (in Kaliningrad) Platz vier und qualifizierte sich erneut für das Finale der Russischen Meisterschaft in Tschita, bei der er auf dem 4.–7. Platz landete.
Beim Aeroflot Open in Moskau 2016 teilte er Platz drei hinter Jewgeni Najer und Boris Gelfand. Bei der Europameisterschaft dieses Jahres in Gjakova (geteilter 6. Platz) qualifizierte er sich erneut zum Weltpokal.
Bei der Blitzschach-Weltmeisterschaft 2016 in Doha errang Dubow Bronze. 2017 gewann er in Sotschi die „Höchste Liga“ (nach Wertung vor Sanan Sjugirow) und nahm an der Russischen Meisterschaft in Sankt Petersburg teil, bei der er Bronze errang (geteilter dritter Platz mit Wladimir Fedossejew, aber bessere Wertung). Beim Schach-Weltpokal 2017 in Tiflis bezwang Dubow nacheinander Daniel Fridman (3,5:2,5), den amtierenden Vizeweltmeister Sergei Karjakin (1,5:0,5) und Wladislaw Artemjew (1,5:0,5), ehe er in der vierten Runde von Lewon Aronjan (0,5:1,5) eliminiert wurde, der anschließend den Weltpokal gewann. Bei der Mannschaftseuropameisterschaft 2017 gehörte er als Ersatzspieler zur russischen Auswahl, die den zweiten Platz erreichte.
Im Dezember 2018 gewann er in Sankt Petersburg mit 11 Punkten aus 15 Partien die Schnellschach-Weltmeisterschaft. Beim Schach-Weltpokal 2019 schaltete er in der ersten Runde Emilio Córdova aus, scheiterte aber in Runde 2 an Alireza Firouzja.
In der deutschen Schachbundesliga geht Dubow seit 2017 für den SV Werder Bremen an den Start; von 2012 bis 2016 spielte er für den SK Turm Emsdetten. In der chinesischen Mannschaftsmeisterschaft spielte Dubow 2019 für den Chengdu Beilei Youth Chess Club.
Dubow ist für seine kreativen Eröffnungsideen bekannt. In der Tarrasch-Verteidigung führte Dubow 2019 in einer Partie gegen Hikaru Nakamura die Variante 1. c4 Sf6 2. Sc3 c5 3. g3 e6 4. Sf3 d5 5. cxd5 exd5 6. d4 Sc6 7. Lg2 cxd4 (üblich ist 7. … Le7) 8. Sxd4 Lc5 9. Sb3 Lb6 in die Großmeisterpraxis ein. Nach Annahme des Bauernopfers hätte Schwarz nach 10. Sxd5 Le6 Kompensation. Nakamura entschied sich stattdessen für 10. 0–0 und die Partie endete nach 28 Zügen remis.
Während der Schachweltmeisterschaft 2018 arbeitete er im Team von Weltmeister Magnus Carlsen und bereitete u. a. die Sweschnikow-Variante vor. Bei der Schachweltmeisterschaft 2021 gehörte er erneut zu Carlsens Team, als dieser gegen Jan Nepomnjaschtschi antrat. Nach Bekanntwerden dieser Kooperation wurde Dubow scharf kritisiert, da er gegen seinen russischen Landsmann Nepomnjaschtschi arbeitete. Führer dieser Kritik waren Sergei Karjakin und Sergei Schipow, der von "Verrat" sprach. Nepomnjaschtschi selbst äußerte sich ebenfalls zu der Thematik, dass es "logischer" gewesen wäre, wenn Dubow neutral geblieben wäre. Weiterhin sagte er, dass er in der 2. und 6. Partie, deren Eröffnungen von Dubow geprägt waren, die größten Gewinnchancen hatte.
Nach der Verhaftung von Alexei Nawalny im Januar 2021 protestierte Dubow zusammen mit Alexander Grischtschuk dagegen.
Nach dem russischen Überfall auf die Ukraine im Jahr 2022 sprach sich der in Moskau lebende Dubow in einem an Wladimir Putin gerichteten Offenen Brief zusammen mit 43 weiteren russischen Schachspielern gegen jede militärische Aktion auf dem Territorium der Ukraine aus und forderte einen sofortigen Waffenstillstand und eine friedliche Lösung des Konflikts durch Dialog und diplomatische Verhandlungen. Im Interview mit dem Spiegel gab er an, dass es seiner Meinung nach „kein optimistisches Szenario“ für Demokraten gebe, um den Krieg zu beenden. Weiterhin sagte er, „die einzige Möglichkeit, etwas in Russland zu ändern“, sei eine Revolution; er „persönlich will das nicht“. Denn er sei „vernünftig“. Er wolle nicht, „dass eine Revolution beginnt“, „dass Russen Russen töten“. Außerdem unterstütze laut Dubow die Mehrheit der Russen Putins Entscheidungen.

## Partiebeispiel
|   | a | b | c | d | e | f | g | h |   |
| 8 |   |   |   |   |   |   |   |   | 8 |
| 7 |   |   |   |   |   |   |   |   | 7 |
| 6 |   |   |   |   |   |   |   |   | 6 |
| 5 |   |   |   |   |   |   |   |   | 5 |
| 4 |   |   |   |   |   |   |   |   | 4 |
| 3 |   |   |   |   |   |   |   |   | 3 |
| 2 |   |   |   |   |   |   |   |   | 2 |
| 1 |   |   |   |   |   |   |   |   | 1 |
|   | a | b | c | d | e | f | g | h |   |

|   | a | b | c | d | e | f | g | h |   |
| 8 |   |   |   |   |   |   |   |   | 8 |
| 7 |   |   |   |   |   |   |   |   | 7 |
| 6 |   |   |   |   |   |   |   |   | 6 |
| 5 |   |   |   |   |   |   |   |   | 5 |
| 4 |   |   |   |   |   |   |   |   | 4 |
| 3 |   |   |   |   |   |   |   |   | 3 |
| 2 |   |   |   |   |   |   |   |   | 2 |
| 1 |   |   |   |   |   |   |   |   | 1 |
|   | a | b | c | d | e | f | g | h |   |

Viel Lob erhielt Daniil Dubow für die folgende Partie gegen Rasmus Svane bei der Mannschafts-Europameisterschaft in Batumi 2019. Im abgelehnten Damengambit wich Dubow frühzeitig von bekannten theoretischen Pfaden ab und verwickelte Svane in einen meisterhaften Königsangriff, in dessen Verlauf der Russe einen Turm und einen Läufer opferte. Anschließend jagte er den schwarzen König, der kurz rochiert hatte, über das gesamte Brett, um ihn auf a3 matt zu setzen:
Dubov – Svane
Batumi, 31. Oktober 2019
Abgelehntes Damengambit, D37
1. c4 e6 2. Sc3 d5 3. d4 Sf6 4. Sf3 Le7 5. Lf4 0–0 6. e3 b6 7. Dc2 La6 8. 0–0–0 dxc4 9. Sg5 Sc6 10. a3 g6 11. h4 Ld6 12. g3 De7 13. h5 e5 14. hxg6 hxg6 15. Lg2 exf4 16. Lxc6 fxg3 17. Kb1 Tad8 18. f4 Lc8 19. Tde1 Kg7 20. Sd5 Sxd5 21. Th7+ Kg8 22. Txf7 Txf7 23. Dxg6+ Kf8 24. Dh6+ Tg7 25. Lxd5 Ke8 26. Dh5+ Kd7 27. Dh3+ Ke8 28. Dh5+ Kd7
Dubov hatte zu diesem Zeitpunkt einen ganzen Turm weniger. Er hätte leicht Remis durch dreimalige Stellungswiederholung erreichen können (29. Dh3+ Ke8 30. Dh5+), doch er entschied sich stattdessen, auf Sieg zu spielen. Nach 29. Le6+ hatte Svane noch eine letzte Verteidigungschance. Das Damenopfer 29. … Dxe6 hätte ihn vielleicht noch retten können, doch nach 29. … Kc6? kann Weiß bei perfektem Gegenspiel ein Matt in 13 Zügen erzwingen. Allerdings muss Weiß sehr präzise spielen, da jede noch so geringe Abweichung zum Verlust der Partie führen würde. Dubov fand all diese Züge am Brett. Sein Gegner erlaubte ihm, die Partie mit einem Schachmatt zu krönen, indem er darauf verzichtete, in aussichtsloser Stellung aufzugeben, wie es sonst unter Großmeistern üblich ist.
30. Df3+! Kb5 31. Lxc4+ Ka5 32. Dd5+ Lc5 33. b4+ Ka4 34. Dg2! Lxb4 35. Dc6+ Kxa3 36. Lb3! Ld7 37. Dc1+ Kxb3 38. Dc2+ Ka3 39. Da2# 1:0